# (52604) Thomayer
(52604) Thomayer (1997 TZ9) – planetoida z pasa głównego asteroid okrążająca Słońce w ciągu 4,3 lat w średniej odległości 2,64 j.a. Odkryta 5 października 1997 roku.